# Алдаркино
Алдаркино — село в Бузулукском районе Оренбургской области. Административный центр Алдаркинского сельсовета.

## География
Село расположено на северо-западе Бузулукского района на границе с Самарской областью в 31 км от города Бузулука.
Удалённость от областного центра — 295 км.

## Этимология
Топоним восходит к тюркскому личному имени Алдар (чувашское написание — Алтар), в основе которого, по одной из версий, — монгольское алдар — «слава».

## История
Существует несколько версий основания: по одной из них село основано в 1750-е годы выходцами из Тамбовской губернии братьями Алдаровыми; по другой — основано в 1792 году чувашскими переселенцами и названо по имени одного из них — Уваша Алдара.

## Население
| 2003 | 2010 |
| ---- | ---- |
| 602  | ↘447 |

Национальный состав
По данным Всероссийской переписи населения 2010 года:
| № | Национальность | Численность, чел. | Доля  |
| - | -------------- | ----------------- | ----- |
| 1 | русские        | 407               | 91 %  |
| 2 | казахи         | 15                | 3,4 % |
| 3 | цыгане         | 10                | 2,2 % |
| 4 | чуваши         | 3                 | 0,7 % |
| 5 | другие         | 12                | 2,7 % |